# Swahili (G.40) jezici
Swahili (G.40) jezici, podskupina nigersko-kongoanskih jezika centralne bantu skupine u zoni G. Obuhvaća (8) jezika na prostorima afričkih zemalja Komori, Mayotte, Madagaskaru, Mozambik, Tanzanija, DR Kongo i još neke zemlje. Predstavnici su: 
- mwali komorski [wlc], 27.200 (2000), Komori; 1.000 na Madagaskaru (Johnstone and Mandryk 2001).
- ndzwani komorski [wni], 264.000 (2000), Komori; 8.000 in Madagaskar (Johnstone and Mandryk 2001).
- ngazidja komorski [zdj], 300.000 Komori; 8.000 in Madagaskar (Johnstone and Mandryk 2001).
- komorski ili maore, komorski swahili [swb]; 92.800 na Mayotte (Johnstone 1993); 3.000 Madagaskar (Johnstone and Mandryk 2001).
- makwe [ymk], 22.000 in Mozambik (2003); 10.000 u Tanzaniji (2003).
- mwani [wmw], 100.000 (2006), Mozambik. narod se zove Namwaní ili Mwaní.
- kongoanski swahili ili zairski swahili[swc], 1.000, DR Kongo
- swahili [swh], 350.000 u Tanzaniji (2006); 6.360 u Burundiju (2000); 131.000 u Keniji; 2.740 na Mayotte (Johnstone 1993); 10.000 u Mozambiku (2006); 184.000 u Somaliji (2006); 2.000 u Južnoafrička Republika (2006); 2.330 u Ugandi (2000).

## Vanjske poveznice
- Ethnologue (14th)
- Ethnologue (15th)